# Moba (Nigéria)
Moba é uma área de governo local do estado de Equiti, Nigéria. Sua sede fica na cidade de Otum.
Possui uma área de 199 km² e uma população de 145.408 no censo de 2006.
O código postal da área é 372.